# Municipio de Turtle River (Dakota del Norte)
El municipio de Turtle River (en inglés: Turtle River Township) es un municipio ubicado en el condado de Grand Forks en el estado estadounidense de Dakota del Norte. En el año 2010 tenía una población de 174 habitantes y una densidad poblacional de 2 personas por km².

## Geografía
El municipio de Turtle River se encuentra ubicado en las coordenadas 48°8′35″N 97°12′8″O / 48.14306, -97.20222. Según la Oficina del Censo de los Estados Unidos, el municipio tiene una superficie total de 86.93 km², de la cual 86,22 km² corresponden a tierra firme y (0,81 %) 0,7 km² es agua.

## Demografía
Según el censo de 2010, había 174 personas residiendo en el municipio de Turtle River. La densidad de población era de 2 hab./km². De los 174 habitantes, el municipio de Turtle River estaba compuesto por el 95,4 % blancos, el 2,87 % eran afroamericanos, el 0,57 % eran amerindios y el 1,15 % eran de una mezcla de razas. Del total de la población el 0 % eran hispanos o latinos de cualquier raza.